# Zintuiglijke gezichtsherkenning
Gezichtsherkenning is het systeem waarmee de hersenen waargenomen gezichten interpreteren. Het is niet alleen mogelijk om aan de hand van gezichtsherkenning de identiteit van bekenden vast te stellen, maar ook algemene informatie over onbekenden te vergaren (bijvoorbeeld of de persoon een man of een vrouw is). Verder is het mogelijk om aan de hand van gelaatsuitdrukkingen te bepalen in welke gemoedstoestand de ander verkeert. Ook blinden kunnen gezichten herkennen door deze te betasten, maar dit levert minder nauwkeurige informatie op. Ook wordt biometrische gezichtsherkenning gebruikt als methode om mensen te identificeren.

## Ontwikkeling
Het vermogen om gezichten te herkennen is in beginsel al bij baby's aanwezig. Pasgeborenen leggen een speciale aandacht voor gezichten aan de dag en al na enige maanden zijn de betrokken hersencentra geactiveerd. Baby's zijn in staat het gezicht van de moeder van andere gezichten te onderscheiden. Aanvankelijk letten zijn daarbij vooral op de globale kenmerken van het gezicht. Het inversie-effect, waarbij omgekeerde gezichten langzamer worden herkend dan gezichten die rechtop worden aangeboden, treedt pas op in de vroege schooljaren. Pas in de puberteit lijkt gezichtsherkenning volledig voltooid. Gezichtsherkenning speelt ook een grote rol bij het verder ontwikkelen van visuele perceptie in het algemeen en bij hechtingsprocessen.
Bij volwassenen is gezichtsherkenning onderdeel geworden van een complex systeem van herkenning, gedrag en beoordeling. Iemand kan bijvoorbeeld aan de hand van een gezicht het geslacht en de leeftijd van een persoon bepalen en daarmee een oordeel over de aantrekkelijkheid van die persoon vormen. Vaak vormt men op grond van de gezichtsinformatie een beeld over het karakter van die persoon. Een gelaatsuitdrukking kan van directe invloed op het gedrag van een ander zijn, bijvoorbeeld troosten bij verdriet of vrolijkheid als de ander lacht.

## Bekende of onbekende gezichten

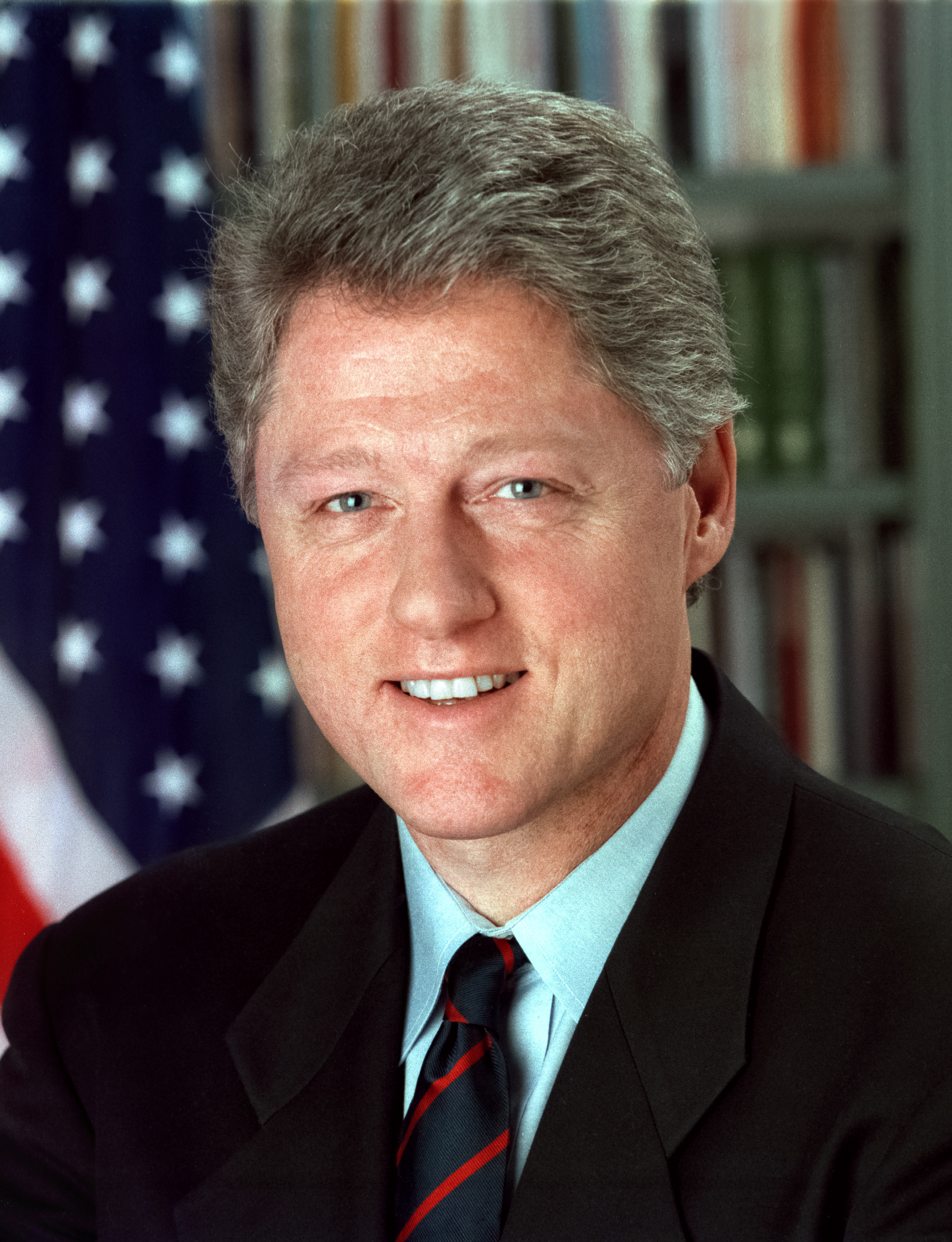
Mensen zijn goed in het herkennen van foto's van een bekend gezicht, ondanks variaties in belichting, hoek van opname, kleur etc.

Er blijkt een groot verschil te bestaan tussen het vermogen om bekende of onbekende gezichten te herkennen. Het herkennen van het gezicht van een bekend persoon (bijvoorbeeld een beroemd persoon of goede kennis) is relatief makkelijk en betrouwbaar. Volgens de theorie van Bruce en Young geschiedt de herkenning van bekende gezichten volgens een aantal stappen. Eerst worden fysische kenmerken van een gezicht vergeleken met een in het geheugen opgeslagen driedimensionale representatie van bekende gezichten (face recognition units). Dit proces wordt gevolgd door een meer abstract stadium waarin de betekenis en naam van een persoon worden geïdentificeerd (person identity nodes).
Echter ook bij het herkennen van bekende gezichten zoals gezichten van beroemde personen is er sprake van van variatie in gelijkenis. Gezichten van bekende personen worden bijvoorbeeld makkelijker herkend als zij lachen dan wanneer zij neutraal kijken. Daarentegen blijken mensen veel minder goed in staat een onbekend gezicht dat eenmaal gezien is, te herkennen. Dit laatste is onderzocht door proefpersonen meerdere foto's van het gezicht van eenzelfde onbekend persoon te laten beoordelen. Vaak meenden de proefpersonen dan dat het om verschillende personen ging. Verschillen in belichting, hoek van opname of gelaatsexpressies in foto's van dezelfde persoon wekken dan snel de indruk dat het om verschillende personen gaat.

## Hersenen en gezichtsherkenning
Het onderzoek naar patiënten met hersenbeschadigingen maakt aannemelijk dat gezichtsherkenning berust op een specifiek systeem in de hersenen, en niet louter een variant is op het het herkennen van objecten in het algemeen. Er is niet alleen kennis opgedaan uit regulier onderzoek naar gezichtsherkenning, maar ook uit de bestudering van mensen die problemen hebben met het herkennen van gezichten (prosopagnosie). Hieruit is onder andere gebleken dat gezichtsherkenning zich op verschillende niveaus afspeelt. In de rechterhersenhelft van de slaapkwab bevindt zich een gebied waarmee gezichten in één oogopslag en als één geheel worden herkend. In de linkerhersenhelft worden de details van gezichten geregistreerd. Er zijn verder aanwijzingen gebaseerd op PET en fMRI studies van mensen dat een gebied in de gyrus fusiformis in de temporale kwab van de rechterhersenhelft specifiek betrokken is bij het waarnemen en herkennen van gezichten. Dit gebied wordt in de Engelstalige literatuur ook wel aangeduid als FFA (fusiform face area). In apenstudies is een soortgelijk gebied gevonden met dieptelektroden. Het is echter nog niet duidelijk of deze gebieden nu specifiek zijn voor (alleen) gezichtherkenning. Sommige onderzoekers zijn van mening dat in de hersenen gezichtsherkenning niet wezenlijk verschilt van herkenning van objecten in het algemeen.
De z.g. Thatcher-illusie wordt vaak gezien als een bewijs dat gezichtsherkenning berust op een specifiek systeem in de hersenen. De illusie toont namelijk aan dat omgekeerde gezichten veel lastiger te herkennen zijn dan gezichten in de normale positie. Dit effect is ook veel sterker dan omkering van andere bekende objecten. Omgekeerde gezichten worden meer op de samenstellende détails beoordeeld, terwijl normale gezichten vermoedelijk als een globale vorm worden herkend.

## Gezichtsherkenning bij dieren

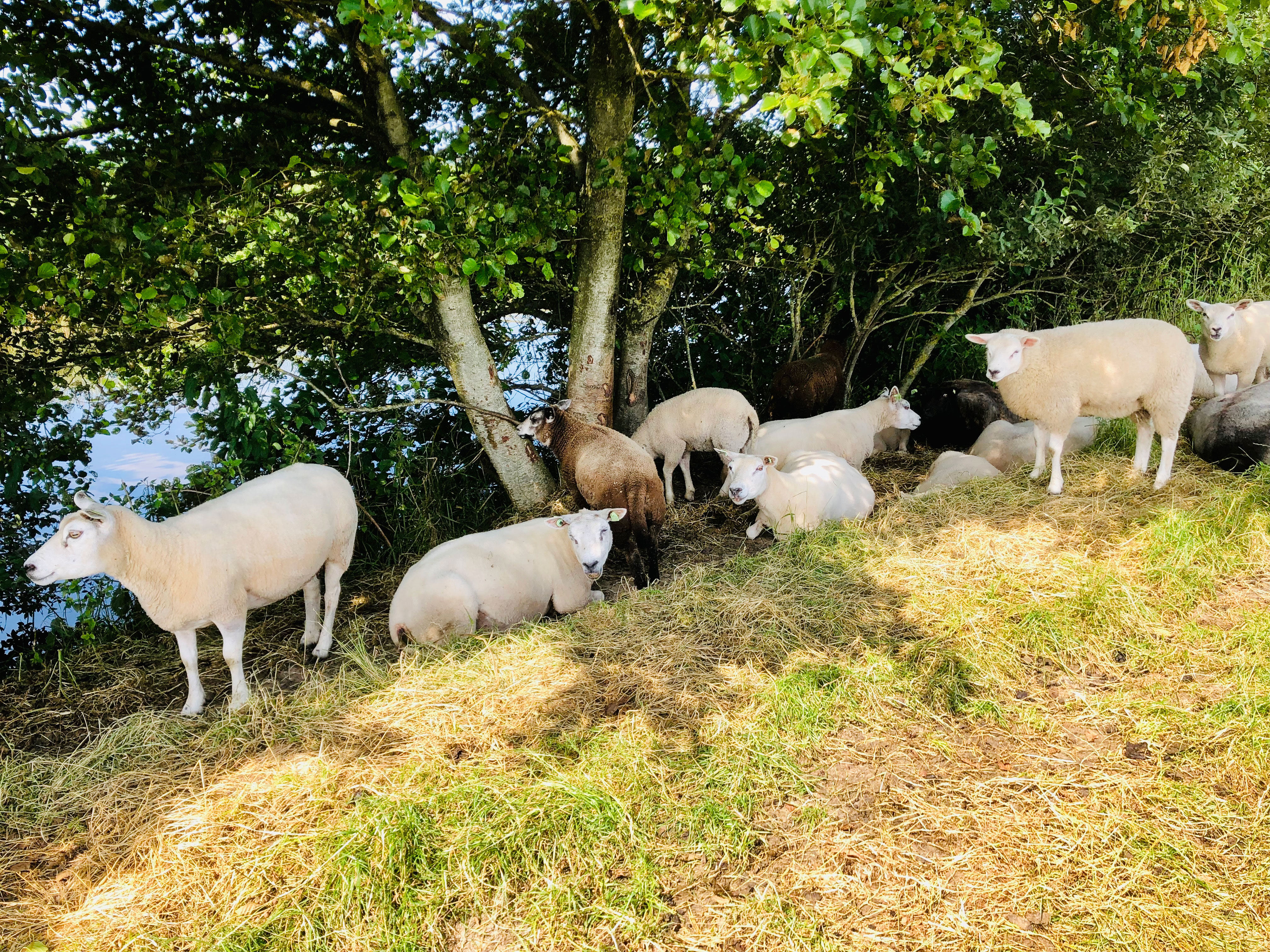
Ook schapen kunnen gezichten van soortgenoten herkennen

Sommige dieren zijn goed in staat gezichten van soortgenoten te herkennen. Bij primaten die in sociale groepen leven is het van belang dat zij soortgenoten snel herkennen. Een neurologisch bewijs hiervoor is gevonden bij de resusapen (Macaca mulatta). Macaken hebben een visueel systeem dat sterk lijkt op dat van de mens en hun hersenen bevatten eveneens gezichtsspecifieke zenuwcellen in onder andere de gyrus temporalis superior. Deze cellen blijken gevoelig voor bepaalde gelaatsexpressies en de blikrichting bij verschillende standen van het gezicht.
Gedragsstudies hebben eveneens bewijs gevonden dat zowel chimpansees als resusapen, en capucijnerapen (Cebus apella) in staat zijn op foto's gezichten van zowel bekende als onbekende soortgenoten te herkennen.
Amerikaanse kraaien (Corvus brachyrhynchos) blijken bedreigende gezichten van mensen te kunnen herkennen. Bij het zien van bedreigende gezichten blijkt in de hersenen van de kraai een neuraal circuit dat met vrees is geassocieerd te worden geactiveerd. Ten slotte blijken  schapen (Ovis aries) in staat foto's van gezichten van soortgenoten te herkennen. Ook in schapenhersenen bevinden zich gezichtsspecifieke groepen van zenuwcellen.